# Bischofszell
 Bischofszell – miasto i gmina (Politische Gemeinde) w północno-wschodniej Szwajcarii, w kantonie Turgowia, w okręgu (Bezirk) Weinfelden. Leży nad rzekami Sitter oraz Thur. 

## Demografia
W Bischofszell mieszkają 5 974 osoby. W 2021 roku 26% populacji gminy stanowiły osoby urodzone poza Szwajcarią. 

## Transport
Przez teren gminy przebiegają drogi główne nr 444, nr 470 i nr 472.